# Экономическое неравенство в России
Экономическое неравенство в России — одна из характеристик социального неравенства в российском обществе. Снижение экономического неравенства упомянуто в качестве одной из целей обеспечения национальной безопасности в области повышения качества жизни российских граждан в «Стратегии национальной безопасности Российской Федерации до 2020 года».
Экономическое неравенство является характеристикой расслоения общества и напрямую не связано с уровнем дохода и бедности.

## Дифференциация зарплат
Разрыв между зарплатой руководителей и рядовых сотрудников компаний в России находится на уровне развивающихся стран и намного выше уровня развитых стран: если в России разница в зарплатах составляет 12,5 раз, то в Китае — 13,4, в странах Латинской Америки — 10,2, в странах Западной Европы и США — 3,5, а в Северной Европе — 2,9.

## Неравенство доходов

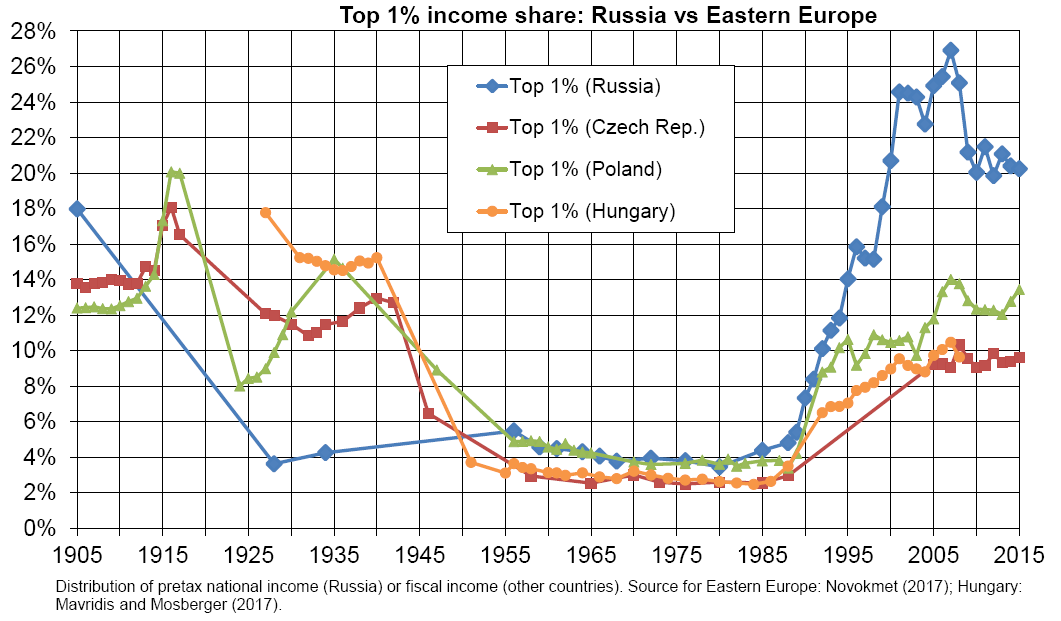
Изменение доли наиболее богатых 1 % в общих доходах в России и других бывших коммунистических странах

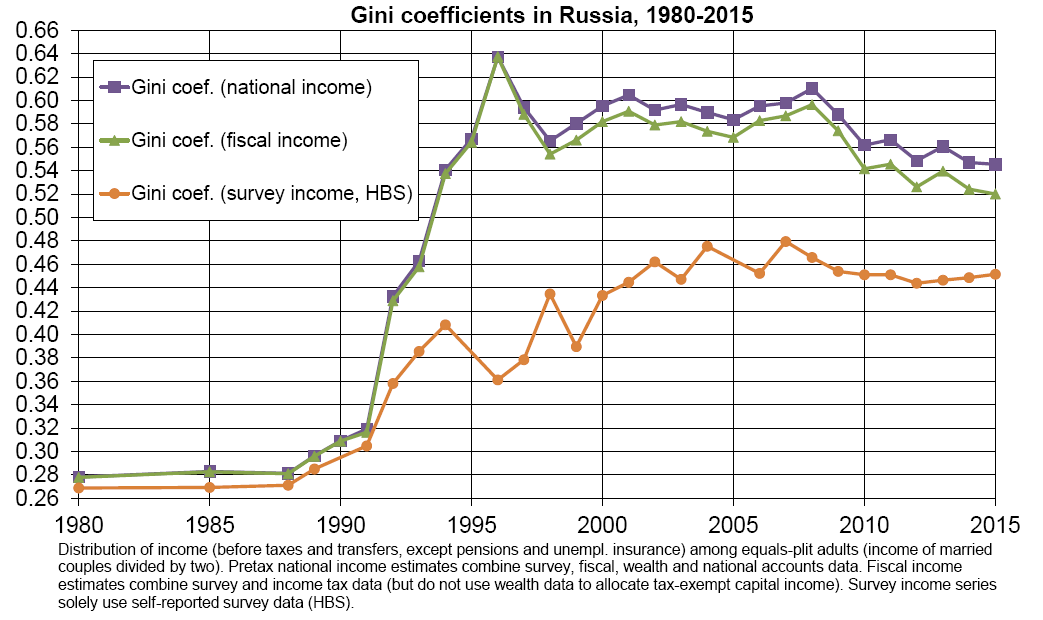
Коэффициент Джини распределения доходов в России по разным оценкам (national income — национальный доход; fiscal income — налоговые данные; survey income — опросы)

### Коэффициент Джини
В последние годы СССР коэффициент Джини был 0,29 в 1980 году и 0,275 в 1989 году. После распада СССР расслоение в обществе значительно выросло.
Кристина Бутаева из РЭШ указывает на проблемы в методах измерения. Оценки коэффициента Джини в России разнятся принципиально.
По оценкам Росстата в последние годы правления Ельцина коэффициент Джини составлял порядка 0,4. Максимального значения коэффициент Джини достиг в 2007 года — 0,422. После 2007 года неравенство доходов согласно Джини стало снижаться, но оно все еще превышает уровни в годы правления Ельцина.
Для сравнения уровень неравенства доходов в Римской Империи в период её расцвета составлял порядка 0,42…0,44. Коэффициент Джини в Европейском Союзе не превышает 0,31 согласно данным ЦРУ.
| Год            | 1992 | 1995 | 1997 | 1998 | 1999 | 2000 | 2001 | 2002 | 2003 | 2004 | 2005 | 2006 | 2007 | 2008 | 2010 | 2011 | 2012 | 2013 | 2014 | 2015 | 2016 | 2017 | 2018 |
| -------------- | ---- | ---- | ---- | ---- | ---- | ---- | ---- | ---- | ---- | ---- | ---- | ---- | ---- | ---- | ---- | ---- | ---- | ---- | ---- | ---- | ---- | ---- | ---- |
| Росстат        | 28,9 | 38,7 | 39   | 39,4 | 40   | 39,5 | 39,8 | 39,8 | 40,3 | 40,9 | 40,6 | 41   | 42,2 | 42,1 | 42,1 | 41,7 | 42   | 41,9 | 41,6 | 41,3 | 41,2 | 41   |      |
| ЦРУ            |      |      |      |      |      |      |      |      |      |      |      |      |      |      |      |      |      | 41,9 |      | 41,2 |      |      |      |
| Всемирный Банк |      |      | 38,4 | 38,1 | 37,4 | 37,1 | 36,9 | 37,3 | 40,0 | 40,3 | 41,3 | 41,0 | 42,3 | 39,8 | 39,5 | 39,7 | 40,7 | 40,9 | 39,9 | 37,7 | 36,8 | 37,2 | 37,5 |

### Децильный коэффициент
После распада СССР децильный коэффициент (соотношение доходов 10 % наиболее и 10 % наименее обеспеченного населения) достиг максимальной величины в 1994 году. Далее он снизился и достиг следующего минимума в 1996 году. В последующем неравенство доходов стало расти и достигло еще большего максимума в 2007 году. После 2007 года неравенство доходов согласно децильному коэффициенту стало снижаться, но оно все еще превышает уровни в годы правления Ельцина.
| Год     | 1992 | 1993 | 1994 | 1995 | 1996 | 1997 | 1998 | 1999 | 2000 | 2001 | 2002 | 2003 | 2004 | 2005 | 2006 | 2007 | 2008 | 2010 | 2011 | 2012 | 2013 | 2014 | 2015 |
| ------- | ---- | ---- | ---- | ---- | ---- | ---- | ---- | ---- | ---- | ---- | ---- | ---- | ---- | ---- | ---- | ---- | ---- | ---- | ---- | ---- | ---- | ---- | ---- |
| Росстат | 8    | 13,5 | 15,2 | 13,5 | 13,3 | 13,7 | 13,8 | 14,1 | 13,9 | 13,9 | 14,0 | 14,5 | 15,2 | 15,2 | 15,9 | 16,7 | 16,6 | 16,6 | 16,2 | 16,4 | 16,2 | 16,0 | 15,7 |
| ЦРУ     |      |      |      |      |      |      |      |      |      |      |      |      |      |      |      |      |      |      |      | 14,0 |      |      |      |

Для сравнения, согласно данным ЦРУ децильный коэффициент в Европейском Союзе — 8,5. В США он равен 15.

## Неравенство имущества

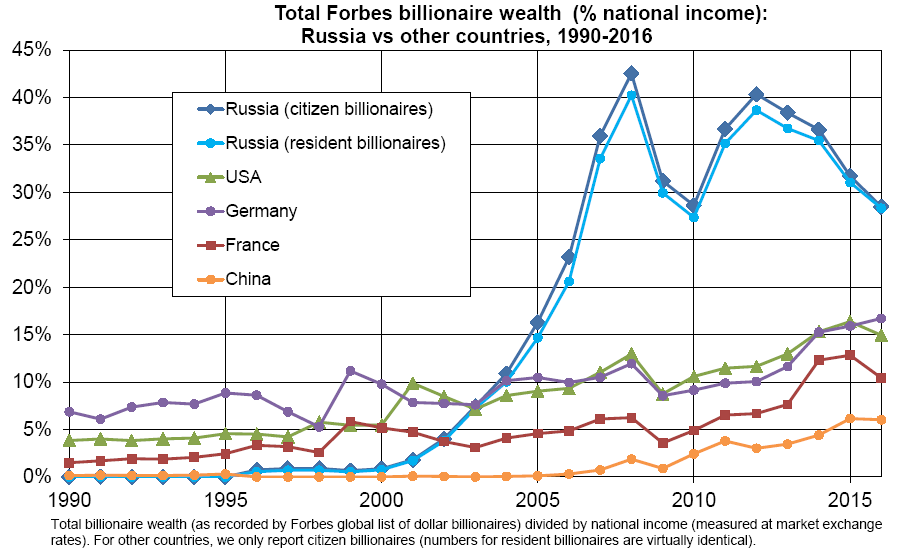
Общее имущество миллиардеров из списка Форбс в % от национального дохода для разных стран

Согласно данным Форбс с 1996 года в России происходил быстрый рост количества долларовых миллиардеров. Если в 1996 не было ни одного, то в 2005 их стало 27 человек, к 2010 их число возросло до 61, а в 2015 их стало 88. В 2016 году Каролина Фреунд и Сара Оливе, проанализировав данные Форбс, установили, что в России 10,8 % миллиардеров являются основателями компаний, 3,6 % — их руководителями, 21,6 % связаны с финансовым сектором. Россия является одной из стран, где наибольшее число миллиардеров связано с государством или ресурсами — 64 %. В 2014 году Россия оказалась одной из первых по индексу кронизма The Economist.

## Причины значительного роста неравенства после распада СССР
В середине 90-х Россия занимала огромное количество денег из частного сектора, вкладывая акции своих нефтяных и природных ресурсов в качестве залога. Это было лишь уловкой, чтобы передать государственные активы олигархам, известной как «кредиты на акции».
Тома Пикетти отмечает более интенсивный рост экономического неравенства в России по сравнению с европейскими коммунистическими странами:
<…>чтобы обеспечить полный анализ разрыва между неравенством в России и другими бывшими коммунистическими странами, кажется вполне естественным сослаться на различные пост-коммунистические стратегии для переходного периода, которые были проведены в разных странах, и в частности на очень быструю «шоковую терапию» и ваучерную стратегию приватизации, которые проводились в России. Правдоподобной интерпретацией доступных данных является то, что ваучерная приватизация прошла так быстро, и в таком хаотичном денежном и политическом контексте, что небольшая группа лиц смогла выкупить большое количество ваучеров по относительно низким ценам, а также в некоторых случаях получить крайне выгодные сделки с государственными органами (например, через известные соглашения по кредитам на акции). Вместе с бегством капитала и ростом оффшорного имущества, этот процесс, возможно, привел к гораздо более высокому уровню концентрации имущества и доходов в России, чем в других бывших коммунистических странах.
Согласно Пикетти, по стандартным оценкам:
<…>заграничные активы постепенно увеличивались в период между 1990 и 2015 года и составляют около 75 % от национального дохода к 2015 году, то есть примерно столько же, как зафиксированные финансовые активы российских домохозяйств… Некоторые российские физические лица (и/или некоторые российские корпорации, действующих от имени физических лиц, и/или некоторые российские должностные лица, действующих от имени физических лиц) каким-то образом смогли присвоить соответствующую часть профицита торгового баланса с целью накопить оффшорные активы, то есть иностранные активы, которые не отражены чисто в официальной финансовой статистике России.

## Политика в отношении экономического неравенства
Решения, применяемые законодательными и исполнительными органами российской власти, которые могут способствовать высокому уровню неравенства с точки зрения экономистов:
- С 2000 г. государство проводит активную перераспределительную политику, которая включает следующие меры: ускоренный рост заработной платы в бюджетном секторе; повышение минимальной заработной платы; серия повышений среднего и минимального размера пенсий; увеличение расходов на поддержку социально-уязвимых групп населения[17].
- Отмена прогрессивного налогообложения с 2001 года (Федеральный закон N 117 от 5 августа 2000 г.).
- Низкий уровень минимального размера оплаты труда. Индекс Кейтца (соотношение между минимальной и средней заработными платами) в России не превышал 26 % даже после масштабного повышения МРОТ в 2007 году, в то время как в странах ОЭСР индекс Кейтца не опускается ниже 40 %[18]. Индекс Кейтца в России, по состоянию на апрель 2019 года, составляет около 23,49 % (минимальная зарплата 11280 руб. и средняя 48030 руб.).[19][20][21][22] Одной из особенностей России является то, что государство — основной держатель низкооплачиваемых рабочих мест[23].
- Безвизовый режим со странами Средней Азии. Либеральная миграционная политика ведет к смещению экономического неравенства между странами на внутреннее. Высокая миграция низкоквалифицированных работников в более богатую страну может приводить к снижению заработной платы в результате роста конкуренции в секторах экономики, использующих низкоквалифицированную рабочую силу.

## Общественное мнение в России
В 2007 году глава Института экономики РАН Руслан Гринберг заявил: «Как только децильный коэффициент достигает 10, в стране появляются условия для социальных беспорядков. Это правило не действует разве что в Америке, где коэффициент держится на уровне 10—12. Но там это считается нормальным, поскольку философия американцев отличается от нашей. Там считается: если ты бедный, то сам виноват».
Писатель и публицист М. И. Веллер в мае 2014 года отмечал: «Доходы теперь перераспределяются так, чтобы верхушка получала настолько много, насколько можно, а низам давали бы настолько мало, насколько можно».
Несмотря на сильное расслоение, в России тема экономического неравенства серьезно не исследуется в научной среде. Россия с запозданием идёт за тенденциями в мировой экономической науке. Первая конференция по вопросу неравенства Russian Economic Challenge, организованная Московским центром Карнеги, прошла 19 и 20 сентября 2018 года в подмосковном Сколково. Позже в этом же году 15 ноября в Сахаровском центре были организованы дебаты на тему «Надо ли бороться с неравенством?» между экономистом Ростиславом Капелюшниковым и социологом Григорием Юдиным. Оба мероприятия показали, что исследования в России по теме неравенства остаются на низком уровне.
Екатерина Шульман, политолог: «Давайте вспомним основной лозунг нашего времени „Люди – вторая нефть“. То есть уже трудно даже вспомнить, кто, собственно, был автором этой фразы. В публичном пространстве одним из первых её произнёс Сергей Борисович Иванов, ещё будучи главой администрации президента. Теперь её все уже говорят, потому что, действительно, она воплощает в себе некий дух исторического момента».